# 野原覚
野原 覚（のはら かく、1910年11月12日 - 1999年4月6日）は、日本の政治家。日本社会党所属の衆議院議員（4期）。

## 略歴
長崎県出身。1938年（昭和13年）、立命館大学専門部法律科卒業。
大阪府にて教職に就き、大阪教職員組合執行委員長、大阪府労組連合協議会議長、日本教職員組合近畿地区協議会委員長などを歴任。
1953年の第26回衆議院議員総選挙にて、左派社会党より旧大阪府第1区で出馬し初当選、以後当選4回。社会党左派に属し、党中央委員、遊説部長、国会対策副委員長、書記長などを経て、大阪府連合第一地区協議長、日本農民組合大阪府連顧問、党本部近畿圏整備副委員長に就任したほか、議院運営委員会理事、公職選挙法に関する調査特別委員会理事等も務めた。1967年の第31回衆議院議員総選挙では西風勲に地盤を譲り旧大阪府第6区から出馬したが落選。
文部委員会、文教委員会などに所属した。1980年、勲二等瑞宝章受章。